# Heteropoda squamacea
Heteropoda squamacea är en spindelart som beskrevs av Wang 1990. Heteropoda squamacea ingår i släktet Heteropoda och familjen jättekrabbspindlar. Inga underarter finns listade i Catalogue of Life.